# Michael Hartley Freedman
Michael Hartley Freedman, ameriški matematik, * 21. april 1951, Los Angeles, ZDA.
1. ↑  MacTutor History of Mathematics archive — 1994.